# Baldersheim
Baldersheim es una comuna francesa, situada en el departamento de Alto Rin, en la región  de Alsacia. 
Forma parte de la aglomeración urbana de Mulhouse.

## Demografía
| 653 | 981 | 1474 | 1837 | 2238 | 2206 |
| Para los censos de 1962 a 1999 la población legal corresponde a la población sin duplicidades (Fuente: INSEE [Consultar]) |     |      |      |      |      |